# Lux (álbum)
Lux es el tercer disco del grupo de rock psicodélico peruano Traffic Sound, lanzado en 1971 por el sello Sono Radio.

## Lista de canciones
1. Lux
2. El Gusano (Alice In Wormland)
3. White Deal
4. Poco
5. Big Deal
6. Inca snow
7. Marabunta
8. Survival
9. A Beautiful Day
10. The Revolution